# تشارلي ماكولي
تشارلي ماكولي (بالإنجليزية: Charlie McCully) هو لاعب كرة قدم أمريكي في مركز الهجوم، ولد في 30 أبريل 1947 في ماذرويل ‏ في المملكة المتحدة، وتوفي في 23 أكتوبر 2007 في ميريديان في الولايات المتحدة. شارك مع منتخب الولايات المتحدة لكرة القدم. أما مع النوادي، فقد لعب مع نادي ستيرلينغ ألبيون ونيويورك كوسموس.

## وصلات خارجية
- تشارلي ماكولي على موقع قاعدة بيانات كرة القدم.إي يو (الإنجليزية)
- تشارلي ماكولي على موقع ناشيونال فوتبول تيمز (الإنجليزية)